# 乔治·卡里迪亚
乔治·卡里迪亚（英語：George Caridia，1869年2月20日—1937年4月21日），英国男子网球运动员。他曾代表英国参加1908年和1912年夏季奥林匹克运动会网球比赛，其中1908年夏季奥运会获得二枚银牌。